# Epithelantha micromeris
Epithelantha micromeris (Engelm.) F.A.C.Weber ex Britton & Rose è una pianta succulenta della famiglia delle Cactacee, diffusa nelle zone desertiche del Nord America.

## Descrizione
Il nome deriva dal greco epí, sopra, thelé, capezzolo, e ánthos, fiore, perché diversamente dalla Mammillaria i fiori nascono all'apice dei tubercoli.
Di forma globosa e di piccole dimensioni, presenta un'infinità di piccole areole irte di spine che ricoprono per intero il fusto. Produce fiori rossi che sbocciano sul suo apice nel periodo estivo.

## Distribuzione e habitat
La pianta è originaria del Nuovo Mondo, nei territori desertici degli Stati Uniti (Arizona, Nuovo Messico, Texas) e nel Messico nord occidentale (Chihuahua, Coahuila, Durango, Nuevo León, San Luis Potosí e Zacatecas).

## Coltivazione
Ha bisogno di stare in un luogo caldo e soleggiato, mai inferiore ai 10°, in quanto la minima temperatura che riesce a sopportare è solamente di 8° sopra lo zero.
Il terreno da utilizzare è quello classico e le annaffiature devono essere abbondanti, una-due volte a settimana, da aprile a fine agosto.
Concimare una volta al mese da maggio a settembre.